# James Arthur Ewing
James Arthur Ewing, né en 1916 à Youngstown en Ohio et mort après 1953, est un homme politique américain. Il est gouverneur des Samoa américaines du 28 novembre 1952 au 4 mars 1953.

## Biographie
Il a pris ses fonctions le 28 novembre 1952 et a démissionné un peu plus de quatre mois plus tard, le 4 mars 1953. Il a été nommé par le président Harry S. Truman. Il est né à Boardman, dans l'Ohio et a ensuite habité à Youngstown . Avant sa nomination, Ewing était un dirigeant d’une société d’acier de l’ Ohio.
En juillet 1956, son épouse, l'ancienne mannequin Bernice Ewing, le poursuivit en divorce pour extrême cruauté. Un an plus tard, un juge a augmenté les paiements, mais il a été déclaré que le lieu où se trouvait Ewing était inconnu. il avait été entendu pour la dernière fois aux Fidji en janvier de la même année, lorsque les paiements ont été arrêtés brusquement.